# Polidolopimorfs
Els polidolopimorfs (Polydolopimorphia) són un ordre extint de mamífers metateris. Ocupa un lloc indeterminat dins la taxonomia dels marsupials, tot i que es creu que no pertany als ameridelfs. Alguns científics han classificat aquest grup com a subordre de Paucituberculata (opòssums rata), però els estudis més recents no donen suport a aquest punt de vista.

## Taxonomia
- Ordre Polydolopimorphia (Marshall et al., 1990)
  - Incertae sedis
    - Família Protodidelphidae
      - Gènere Bobbschaefferia (Paula Couto, 1970)
        - Bobbschaefferia fluminensis (Paula Couto, 1970)

      - Gènere Carolocoutoia (Candela i Goin i Olivier, 1998)
        - Carolocoutoia ferigoloi (Candela i Goin i Olivier, 1998)

      - Gènere Guggenheimia (Paula Couto, 1952)
        - Guggenheimia brasiliensis (Paula Couto, 1952)

      - Gènere Protodidelphis (Paula Couto, 1952)
        - Protodidelphis vanzolinii (Paula Couto, 1952)

      - Gènere Reigia (Pascual, 1983)
        - Reigia punae (Pascual, 1983)

      - Gènere Zeusdelphys (Marshall, 1982)
        - Zeusdelphys complicatus (Marshall, 1982)

  - Infraordre Polydolopoidea (Ameghino, 1897)
    - Família Incertae sedis
      - Gènere Palangania (Bond i Candela i Escribano i Goin i Pascual, 1998)
        - Palangania brandmayri (Bond i Candela i Escribano i Goin i Pascual, 1998)

    - Família Sillustaniidae
      - Gènere Sillustania (Crochet i Sigé, 1996)
        - Sillustania quechuense (Crochet i Sigé, 1996)

    - Família Bonapartheriidae
      - Gènere Bonapartherium (Pascual, 1980)
        - Bonapartherium hinakusijum (Pascual, 1980)
        - Bonapartherium serrensis (Goin, Candela i Lopez 1998)

    - Família Prepidolopidae
      - Gènere Prepidolops (Pascual, 1980)
        - Prepidolops alonsoi (Pascual, 1983)
        - Prepidolops didelphoides (Pascual, 1986)
        - Prepidolops molinai (Pascual, 1981)

      - Gènere Rosendolops (Candela i Goin, 1996)
        - Rosendolops primigenium (Candela i Goin, 1996)

      - Gènere Seumandia (Simpson, 1935)
        - Seumandia yapa (Simpson, 1935)

    - Família Polydolopidae (Ameghino, 1897)
      - Subfamília Parabderitinae (Marshall, 1980)
        - Gènere Parabderites (Ameghino, 1902)
          - Parabderites bicrispatus
          - Parabderites minusculus (Ameghino, 1902)
          - Parabderites trisulcatus

      - Subfamília Polydolopinae (Ameghino, 1897)
        - Gènere Amphidolops (Ameghino, 1902)
          - Amphidolops serrula (Ameghino, 1902)
          - Amphidolops yapa (Simpson, 1935)

        - Gènere Antarctodolops
          - Antarctodolops dailyi

        - Gènere Epidolops (Paula Couto, 1952)
          - Epidolops ameghinoi (Paula Couto, 1952)

        - Gènere Eudolops (Ameghino, 1902)
          - Eudolops hernandezi
          - Eudolops tetragonus

        - Gènere Eurydolops (Case i Chaney i Woodburne, 1988)
          - Eurydolops seymourensis (Case i Chaney i Woodburne, 1988)

        - Gènere Polydolops (Ameghino, 1897)
          - Polydolops abanicoi (Flynn i Wiss, 1999)
          - Polydolops clavulus
          - Polydolops dailyi (Woodburne i Zinsmeister, 1984)
          - Polydolops kamektsen (Simpson, 1935)
          - Polydolops mayoi
          - Polydolops mckennai (Flynn i Wiss, 2004)
          - Polydolops rothi Simpson, 1935)
          - Polydolops serra
          - Polydolops thomasi (Ameghino, 1897)
          - Polydolops winecage (Simpson, 1935)

        - Gènere Pseudolops (Ameghino, 1902)
          - Pseudolops princeps (Ameghino, 1902)

        - Gènere Roberthoffstetteria (Marshall, Muizon i Sigé, 1983)
          - Roberthoffstetteria nationalgeographica (Marshall, Muizon i Sigé, 1983)

  - Infraordre Simpsonitheria
    - Superfamília Argyrolagoidea
      - Família Gashterniidae
        - Gènere Gashternia (Simpson, 1935)
          - Gashternia ctalehor (Simpson, 1935)

      - Família Argyrolagidae
        - Gènere Argyrolagus (Ameghino, 1904)
          - Argyrolagus palmeri
          - Argyrolagus parodii
          - Argyrolagus scagliai

        - Gènere Hondalagus (Marshall i Villaroel, 1988)
          - Hondalagus altiplanensis (Marshall i Villaroel, 1988)

        - Gènere Microtragulus	(Ameghino, 1904)
          - Microtragulus argentinus
          - Microtragulus bolivianus
          - Microtragulus catamarcensis
          - Microtragulus reigi

        - Gènere Proargyrolagus (Wolff, 1984)
          - Proargyrolagus bolivianus (Wolff, 1984)

      - Família Groeberiidae
        - Subfamília Groeberiinae
          - Gènere Groeberia (Patterson, 1952)
            - Groeberia minoprioi (Patterson, 1952)
            - Groeberia pattersoni (Simpson, 1970)

        - Subfamília Patagoniinae
          - Gènere Patagonia (Charlini i Pascual, 1987) 
            - Patagonia peregrina (Charlini i Pascual, 1987)

          - Gènere Klohnia (Flynn i Wyss, 1999)
            - Klohnia charrieri (Flynn i Wyss, 1999)

    - Superfamília Caroloameghinioidea
      - Família Glasbiidae
        - Gènere Glasbius (Clemens, 1966)
          - Glasbius intricatus (Clemens, 1966)
          - Glasbius twitchelli (Archibald, 1982)

      - Família Caroloameghiniidae
        - Gènere Caroloameghinia (Ameghino, 1901)
          - Caroloameghinia tenuis (Ameghino, 1901)

        - Gènere Chulpasia (Crochet i Sigé, 1993)
          - Chulpasia mattaueri (Crochet i Sigé, 1993)

        - Gènere Procaroloameghinia (Marshall, 1982)
          - Procaroloameghinia pricei (Marshall, 1982)

        - Gènere Robertbutleria (Marshall, 1987)
          - Robertbutleria mastodontoidea (Marshall, 1987)